# Ruská knížectví

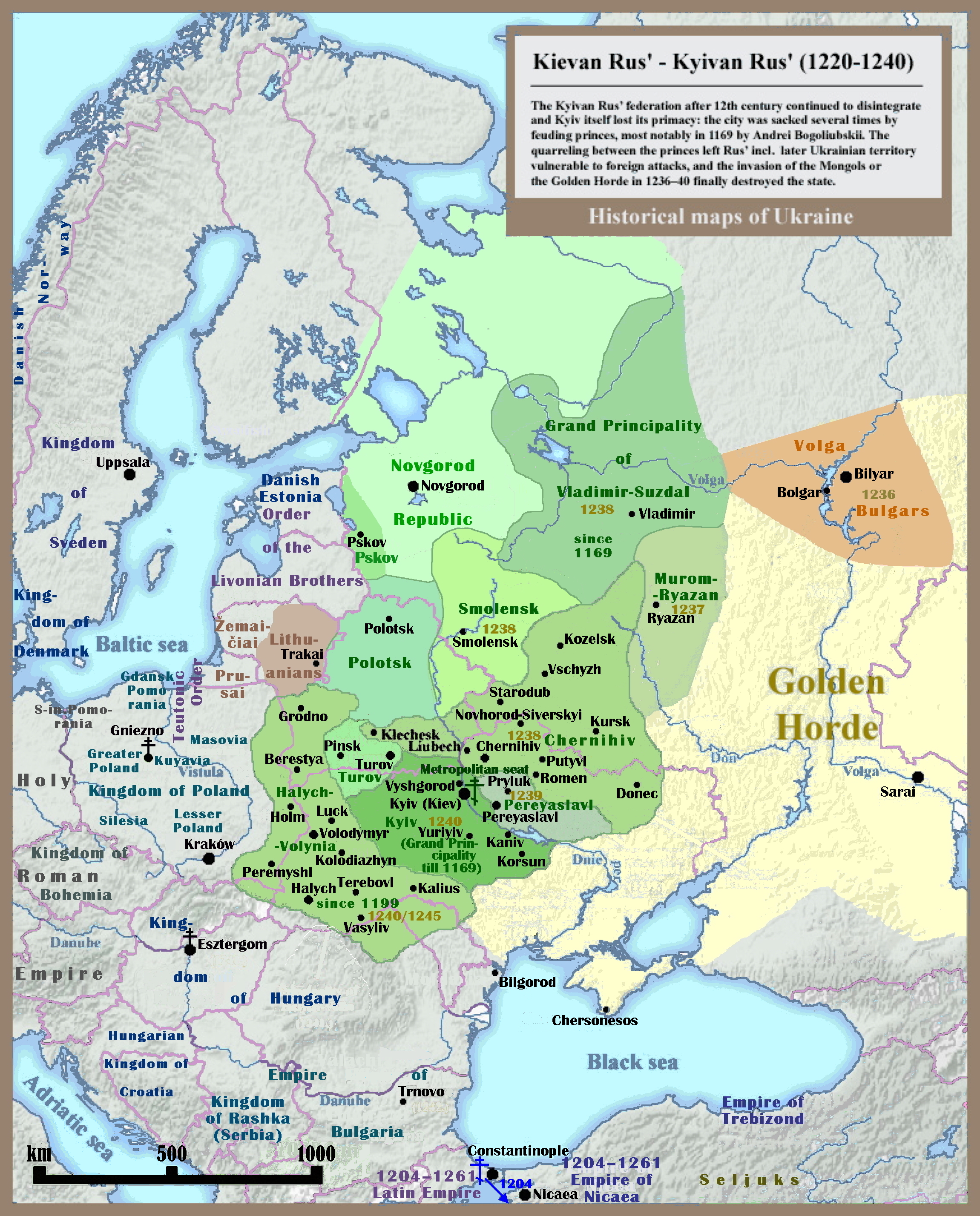
Ruská knížectví v době mongolské invaze na Rus ve 13. století

Ruská knížectví byly státní útvary, které byly původně součástí Kyjevské Rusi a osamostatnily se v důsledku jejího rozpadu. Vládli jim panovníci z rodu Rurikovců a Gediminovců.
Existovaly na území současného Běloruska, části Litvy, Moldavska, Polska, Ruska a Ukrajiny a  okrajově i Rumunska a Slovenska v období tzv. feudální rozdrobenosti ve 12.–16. století. 

## Seznam původních knížectví
- Kyjevské knížectví
- Vladimirsko-suzdalské knížectví
  - Rostovské knížectví
  - Běloozerské knížectví
- Novgorodská republika
- Rjazaňské knížectví
- Polocké knížectví
- Černigovské knížectví
- Tmutarakaňské knížectví
- Turovsko-pinské knížectví
- Smolenské knížectví
- Perejaslavské knížectví
- Haličsko-volyňské knížectví
- Novgorodská republika
- Novgorodsko-severské knížectví
- Gorodenské knížectví

## Příčiny rozpadu Kyjevské Rusi
Od 11. století knížata Kyjevské Rusi rozdělovala vládu nad jednotlivými podřízenými knížectvími svým synům a příbuzným. Konečným důsledkem však bylo, že se ve druhé čtvrtině 12. století Kyjevská Rus fakticky rozpadla.
Jednou z hlavních příčin bylo, že knížata se snažila získat si ekonomickou a politickou nezávislost na Kyjevské Rusi a zároveň chtěla mít plnou kontrolu nad svým územím. Ve všech oblastech kromě Novgorodské republiky, ve které mělo knížectví vojenský charakter, se panovníky stala knížata z rodu Rurikovců. Měla vysoké státní, zákonodárné a soudní funkce. Opírala se o vládní aparát, jehož členy byli lidé ze zvláštní služebnické vrstvy. Za své služby knížeti dostávali část peněz z rozpočtu knížectví a také z dobývání nových území. Šlechta se prakticky stala vazaly knížete. Spolu s místním duchovenstvem vytvořila státní orgán - Bojarskou dumu.
Kníže byl nejvyšším vlastníkem celé půdy v knížectví. Část z ní patřila přímo jemu, a to na základě osobního práva moci (tzv. domen). Pro církev a šlechtu se panovník stal vládcem na území, které jim dal do pronájmu.
Sociálně-politická struktura Rusi v období roztříštěnosti států se zakládala na složitém systému suverenity a podřízenosti. Byla zakotvena v tzv. feudální hierarchii. Na vrcholu této feudální hierarchie stál nejvyšší kníže (do 12. století kníže z kyjevského trůnu, později tento status dostala knížata Vladimirsko-suzdalského a Haličsko-volyňského) knížectví. Pod ním stála knížata velkoknížectví (Perejaslavského, Pinského, Polockého, Vladimirsko-suzdalského, Vladimirsko-volyňského, Haličského, Rjazaňského a Smolenského knížectví) a ještě níže byli panovníci jednotlivých knížectví, která byla uvnitř každého velkoknížectví. Na posledním stupni této hierarchie byli netitulovaní lidé - nižší šlechta a jejich vazalové.

## Začátek rozpadu knížectví
Od poloviny 11. století započal proces rozpadu velkoknížectví. Ve 12. století a v první polovině 13. století tento směr nabyl všeobecnějšího charakteru. Kromě území Novgorodské republiky, která si v průběhu celé své existence zachovala politickou celistvost, se rozpadla všechna ostatní knížectví.
V období tzv. feudální rozdrobenosti měly velký význam tzv. všeruské a regionální sjezdy knížat, na kterých se řešily vnitropolitické (rozpory mezi knížaty) a zahraniční (bitvy s okolními státy) otázky. Nestaly se však stálými a pravidelně činnými politickými institucemi, které by mohly proces rozpadu Kyjevské Rusi zpomalit nebo zcela zvrátit.

## Mongolský vpád
V období tatarských vpádů bylo území Rusi rozděleno na mnoho malých knížectví, která se nebyla schopna sjednotit, aby se postavila agresi na odpor. Tataři vyplenili jihozápadní část země (území Pinského, Polockého, Vladimirsko-volyňského, Kyjevského, Černigovského, Perejaslavského a Smolenského) knížectví, která ve 13.–14. století patřila Litvě a také Haličského knížectví patřícího Polsku.

## Sjednocování pod vládou Moskvy
Pouze Vladimirské, Rjazaňské knížectví a Novgorodská republika si udržely v tomto období samostatnost, i když pouze jako vazalské státy Zlaté hordy. Právě tato území byla postupně ve 14.–16. století ovládnuta moskevským knížectvím a stala se tak základem pozdějšího Ruského carství. 
Již moskevský velkokníže Ivan III. se začal titulovat vládce vší Rusi, přičemž přívlastek „vší Rusi“, který obsahoval nárok na nadřazenost ostatním knížectvím, byl součástí titulu kyjevských knížat před mongolskou invazí. Moskevské velkoknížectví přitom v té době ovládalo pouze severovýchodní část bývalé (Kyjevské) Rusi. Ruská knížectví na území dnešního Běloruska a Ukrajiny včetně bývalého hlavního města Rusi Kyjeva byla mimo dosah jeho moci.